# Dimitar Kovačevski
Dimitar Kovačevski (Kumanovo, 1974.), sjevernomakedonski političar koji od 17. siječnja 2022. do 28. siječnja 2024. služio kao  predsjednik vlade Sjeverne Makedonije te predsjednik Socijaldemokratskog saveza Makedonije.

## Životopis
Kovačevski je rođen u Kumanovu. Sin je Slobodana Kovačevskog, gradonačelnika Kumanova od 2000. do 2005. i veleposlanika Republike Makedonije u Crnoj Gori. 
Godine 1998. diplomirao je na Ekonomskom fakultetu u Sv. Ćirila i Metoda u Skoplju i magistrirao na istom fakultetu 2003. Godine 2008. završio je doktorski studij ekonomije na Ekonomski fakultet Sveučilišta Crne Gore.
Kovačevski je svoju radnu karijeru započeo 1998. u makedonskoj telekomunikacijskoj tvrtki Makedonski Telekom. Od 2005. do 2017. godine obnašao je niz rukovodećih pozicija u tvrtki. Od 2017. do 2018. bio je izvršni direktor A1 Macedonia (tada poznat kao one.Vip 
Kovačevski je od 2012. bio docent na dva privatna sveučilišta u Skoplju, prvo na Sveučilištu New York u Skoplju, a zatim na Fakultetu za poslovnu ekonomiju i menadžment na University American College Skopje.

## Politička karijera
Nakon parlamentarnih izbora 2020. u Sjevernoj Makedoniji, Kovačevski je imenovan zamjenikom ministra financija u drugoj vladi Zorana Zaeva. Sabor ga je na tu dužnost izabrao 23. rujna 2020. godine.  
Zaev je najavio ostavku na mjesto premijera i čelnika SDSM-a nakon poraza na lokalnim izborima 2021. To je izazvalo nestabilnost u krhkoj vladajućoj većini, koja je ipak preživjela pritisak oporbe predvođene VMRO-DPMNE za izglasavanje nepovjerenja. Nakon toga, Zaevova vlada je ojačala svoju većinu u Saboru pridobivši potporu još četiri zastupnika iz Alternative, koja je do tada bila u oporbi. Kovačevski je pratio Zaeva tijekom pregovora s Alternativom, što je njegovo ime lansiralo kao najvjerojatnijeg Zaevovog nasljednika. 
Nakon što je Zaev službeno podnio ostavku na mjesto predsjednika SDSM-a, Kovačevski je pobijedio na unutarstranačkim izborima 12. prosinca 2021., ostavivši druga dva kandidata daleko iza glasova i naslijedivši Zaeva kao čelnik stranke. Kao novi premijer Makedonije Prisegnuo je 16. siječnja 2022.